# IC 1243
IC 1243 — галактика типу *Grp (велика група зірок) у сузір'ї Змієносець.
Цей об'єкт міститься в оригінальній редакції індексного каталогу.